# Playa del Algarrobico

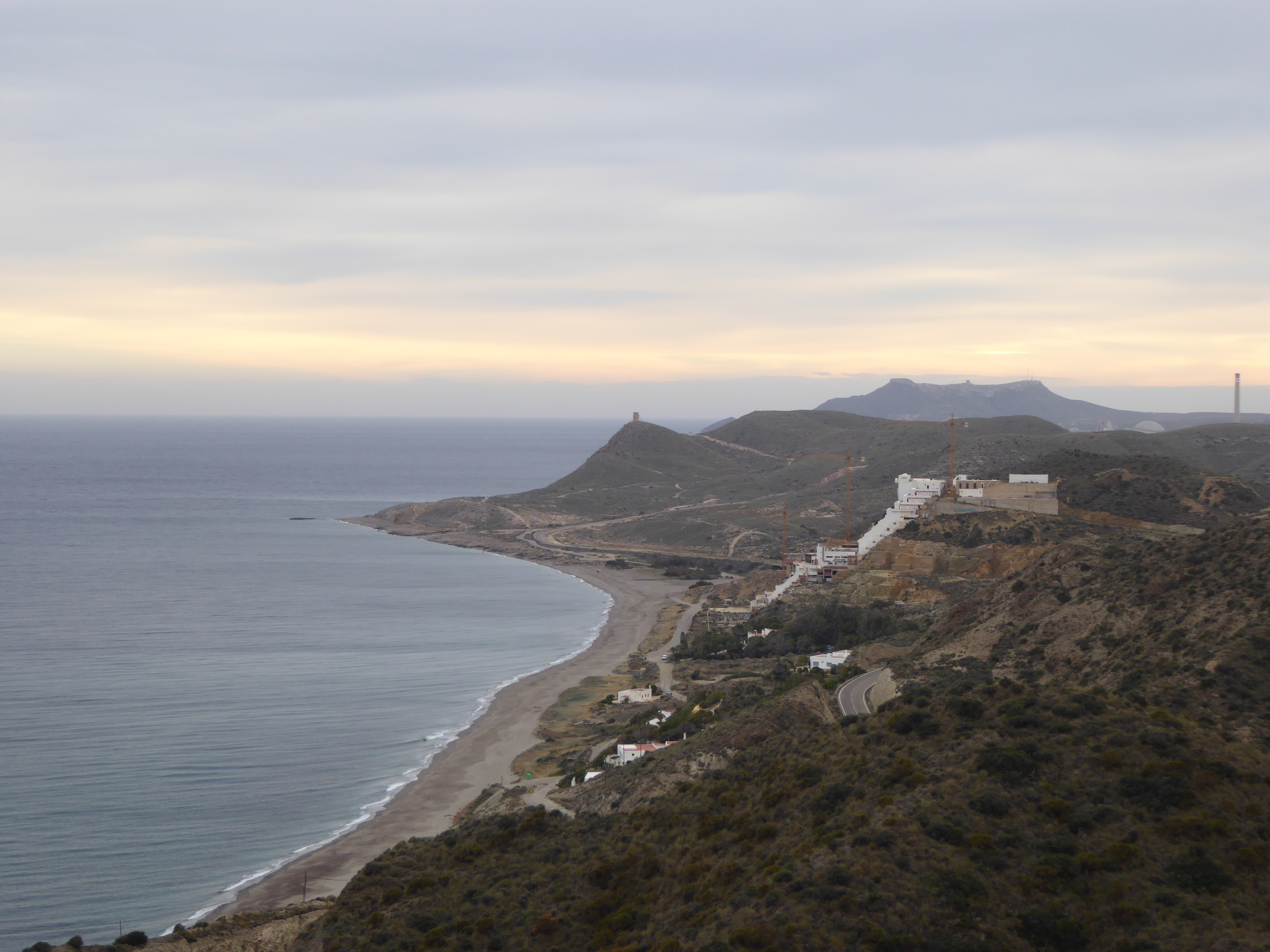
Playa del Algarrobico, 2017

Der Playa del Algarrobico ist ein etwa 1300 Meter langer Strand, der vier Kilometer nördlich von Carboneras, Provinz Almería, Andalusien, liegt. Er ist von Hügeln umgeben und über die Straße AL-5107 nach Mojácar zu erreichen. Er zählt zum als Naturpark ausgewiesenen Parque Natural de Cabo de Gata-Níjar. Am Strand befindet sich das illegal errichtete Hotel El Algarrobico als Bauruine. Südlich befindet sich der Torre del Rayo, der 1584 unter Philipp II. errichtet wurde.